# Championnat du Liban de football 2023-2024
Navigation
Saison précédente Saison suivante
La saison 2023-2024 du Championnat du Liban de football est la soixante-quatrième du championnat de première division libanaise. Le championnat adopte le même format que la saison précédente, dans une première phase les équipes se rencontrent une fois, ensuite les six premiers se rencontrent trois  pour déterminer le champion, les six derniers jouent pour la relégation.

## Les clubs participants
- Al-Ansar Club
- Safa Beyrouth
- Nejmeh SC
- Tripoli SC
- Shabab Al Sahel
- CS Sagesse (Al-Hikma)
- Al Tadamon Tyr
- Bourj FC
- Al Ahed Beyrouth
- Shabab Al-Ghazieh
- Racing Club de Beyrouth - promu de D2
- Al Ahly SC Nabatieh - promu de D2

## Compétition

### Classement

#### Première phase
| Rang | Équipe                | Pts | J  | G | N | P | Bp | Bc | Diff |
| ---- | --------------------- | --- | -- | - | - | - | -- | -- | ---- |
| 1    | Al Ahed Beyrouth T    | 28  | 11 | 9 | 1 | 1 | 31 | 6  | +25  |
| 2    | Nejmeh SC             | 28  | 11 | 9 | 1 | 1 | 25 | 11 | +14  |
| 3    | Bourj FC              | 21  | 11 | 6 | 3 | 2 | 17 | 11 | +6   |
| 4    | Al-Ansar Club C       | 20  | 11 | 5 | 5 | 1 | 20 | 13 | +7   |
| 5    | Safa Beyrouth         | 17  | 11 | 4 | 5 | 2 | 22 | 17 | +5   |
| 6    | Racing Beyrouth P     | 15  | 11 | 3 | 6 | 2 | 19 | 19 | 0    |
| 7    | Shabab Al Sahel       | 14  | 11 | 3 | 5 | 3 | 11 | 15 | -4   |
| 8    | Tripoli SC            | 12  | 11 | 3 | 3 | 5 | 11 | 13 | -2   |
| 9    | Al-Hikma              | 7   | 11 | 2 | 1 | 8 | 9  | 18 | -9   |
| 10   | Al Ahly SC Nabatieh P | 6   | 11 | 0 | 6 | 5 | 5  | 15 | -10  |
| 11   | Al Tadamon Tyr        | 5   | 11 | 1 | 2 | 8 | 5  | 16 | -11  |
| 12   | Shabab Al-Ghazieh     | 5   | 11 | 1 | 2 | 8 | 5  | 26 | -21  |

|  | Qualification pour la poule championnat                                |
|  | T : Tenant du titre C : Vainqueur de la Coupe du Liban P : Promu de D2 |

#### Poule championnat
Les six premiers de la première phase se rencontrent trois fois, en emportant les points acquis divisés par deux.
| Rang | Équipe             | Pts | J  | G  | N | P  | Bp | Bc | Diff |
| ---- | ------------------ | --- | -- | -- | - | -- | -- | -- | ---- |
| 1    | Nejmeh SC          | 46  | 15 | 10 | 2 | 3  | 19 | 9  | +10  |
| 2    | Al-Ansar Club C    | 45  | 15 | 11 | 2 | 2  | 35 | 11 | +24  |
| 3    | Al Ahed Beyrouth T | 36  | 15 | 6  | 4 | 5  | 23 | 16 | +7   |
| 4    | Safa Beyrouth      | 26  | 15 | 4  | 5 | 6  | 13 | 21 | -8   |
| 5    | Bourj FC           | 25  | 15 | 3  | 5 | 7  | 9  | 21 | -12  |
| 6    | Racing Beyrouth P  | 12  | 15 | 0  | 4 | 11 | 10 | 31 | -21  |

|  | Qualification pour la Challenge League de l'AFC 2024-2025              |
|  | T : Tenant du titre C : Vainqueur de la Coupe du Liban P : Promu de D2 |

#### Poule relégation
Les six derniers de la première phase se rencontrent trois fois en emportant la moitié des points acquis lors de la première phase, les deux derniers sont relégués en deuxième division.
| Rang | Équipe                | Pts | J  | G | N | P | Bp | Bc | Diff |
| ---- | --------------------- | --- | -- | - | - | - | -- | -- | ---- |
| 7    | Shabab Al Sahel       | 32  | 15 | 7 | 4 | 4 | 19 | 8  | +11  |
| 8    | Al Tadamon Tyr        | 26  | 15 | 6 | 5 | 4 | 11 | 12 | -1   |
| 9    | Al-Hikma              | 24  | 15 | 5 | 5 | 5 | 12 | 12 | 0    |
| 10   | Shabab Al-Ghazieh     | 23  | 15 | 5 | 5 | 5 | 17 | 15 | +2   |
| 11   | Al Ahly SC Nabatieh P | 22  | 15 | 5 | 4 | 6 | 11 | 17 | -6   |
| 12   | Tripoli SC            | 21  | 15 | 4 | 3 | 8 | 10 | 16 | -6   |

|  | Relégation en Second Division                                          |
|  | T : Tenant du titre C : Vainqueur de la Coupe du Liban P : Promu de D2 |

## Bilan de la saison
| Championnat du Liban de football 2023-2022                        |                      |
| Champion                                                          | Nejmeh SC (9e titre) |
| Coupes et trophées                                                |                      |
| Vainqueur de la Coupe du Liban 2023-2022                          | Al-Ansar Club        |
| Qualifications continentales                                      |                      |
| Ligue des champions 2 de l'AFC 2024-2025                          | aucun                |
| Challenge League de l'AFC 2024-2025                               | Nejmeh SC            |
| Promotions et relégations                                         |                      |
| Promus en Premier League                                          | Riyadi Abbasiyah     |
| Promus en Premier League                                          | Shabab Baalbeck SC   |
| Relégués en Championnat du Liban de football de deuxième division | Tripoli SC           |
| Relégués en Championnat du Liban de football de deuxième division | Al Ahly SC Nabatieh  |